# Пининские
Пининские (пол. Kategoria:Pinińscy herbu Jastrzębiec‎) — графский и дворянский род.
В Бржевско-Куявском воеводстве. Из них Пётр Пининский, Чесник Пернавский, владел там же в 1762 году имением Свентослав.

## Известные представители
- Пининский, Леон (1857—1938) — граф, польский государственный и общественно-политический деятель, коллекционер, меценат.